# حمدي الباجه جي
أحمد حمدي الباجه جي (1304- 1367 هـ/ 1887- 1948 م) سياسي وإداري عراقي. عُين وزيرًا للأوقاف ببغداد عام 1926، فوزيرًا للشؤون الاجتماعية، وتولَّى رئاسة الوزراء في عام 1944، ومثَّل العراق في جامعة الدول العربية أكثر من مرَّة.

## الولادة والنشأة
هو أحمد حمدي بن عبد الوهَّاب رشدي بن عبد الرحمن بن محمد سليم بن عبد الرحمن بن مُراد بن عثمان بن أمين بك الباجه جي السباهي. وُلد في بغداد عام 1304هـ/ 1887م، وأنهى تعليمه الأوَّلي في مدارس بغداد، ثم سافر للالتحاق بمدرسة الإدارة في إسطنبول، واشتغل بالحركة العربية في أوائل الحرب العالمية الأولى.

## سيرته
قال توفيق السويدي في كتابه "وجوه عراقية": إن حمدي ترك الوظيفة بعد الاحتلال البريطاني عام 1917، وانصرف إلى الزراعة والتجارة فلم يفلح، وعمل في القضية الوطنية وسعى إلى استقلال العراق فتعرَّض للمضايقة من السلطات البريطانية، وحاولت غرويتد بل جذبه لإقامة صداقة وتفاهم معه فلم تفلح، ولما أُسِّسَت الحكومةُ العراقية بقي حمدي من العناصر المتطرفة في معارضتها للحكومة، لكن عبد المحسن السعدون وجد فيه طيبة وسلامة نية وميولًا وطنية، فأتاح له فرصةَ العمل وأسند إليه وِزارة الأوقاف عام 1926. 
ثم انشغل بمهنة الزراعة ومتابعة أعماله الاقتصادية، حتى أتيحت له الفرصة مرَّة أُخرى للعودة إلى العمل السياسي في أثناء الحرب العالمية الثانية، فانتُخب رئيسًا لمجلس النوَّاب في عام 1941، ثم شغلَ منصب رئيس الوزراء من 4 يوليو (حَزِيران) 1944 إلى 23 فبراير (شُباط) 1946. وكان يميل إلى إصلاح الأراضي الزراعية وتحسين الزراعة. وكان له إسهام في تأسيس جامعة الدول العربية، فقد رأسَ عندما كان رئيسًا للوزراء الوفدَ العراقي إلى اللجنة التحضيرية لتأسيس الجامعة العربية في شهر آب 1945.

## وفاته
توفي أحمد حمدي الباجه جي في بغداد يوم السبت 16 جُمادى الأولى 1367هـ الموافق 27 مارس (آذار) 1948م.